# Chaos Communication Camp

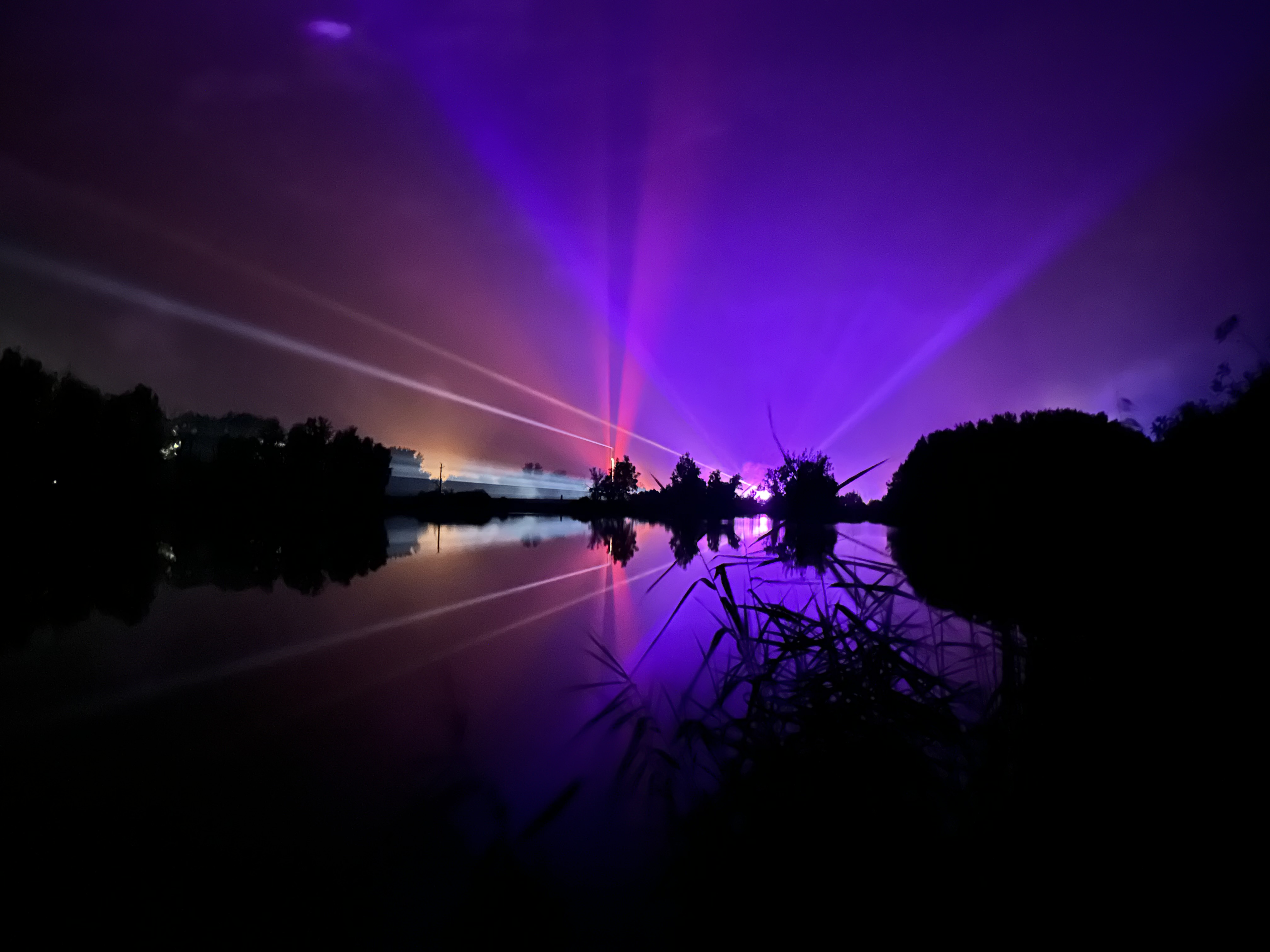
Chaos Communication Camp 2023, Mildenberg, Germania

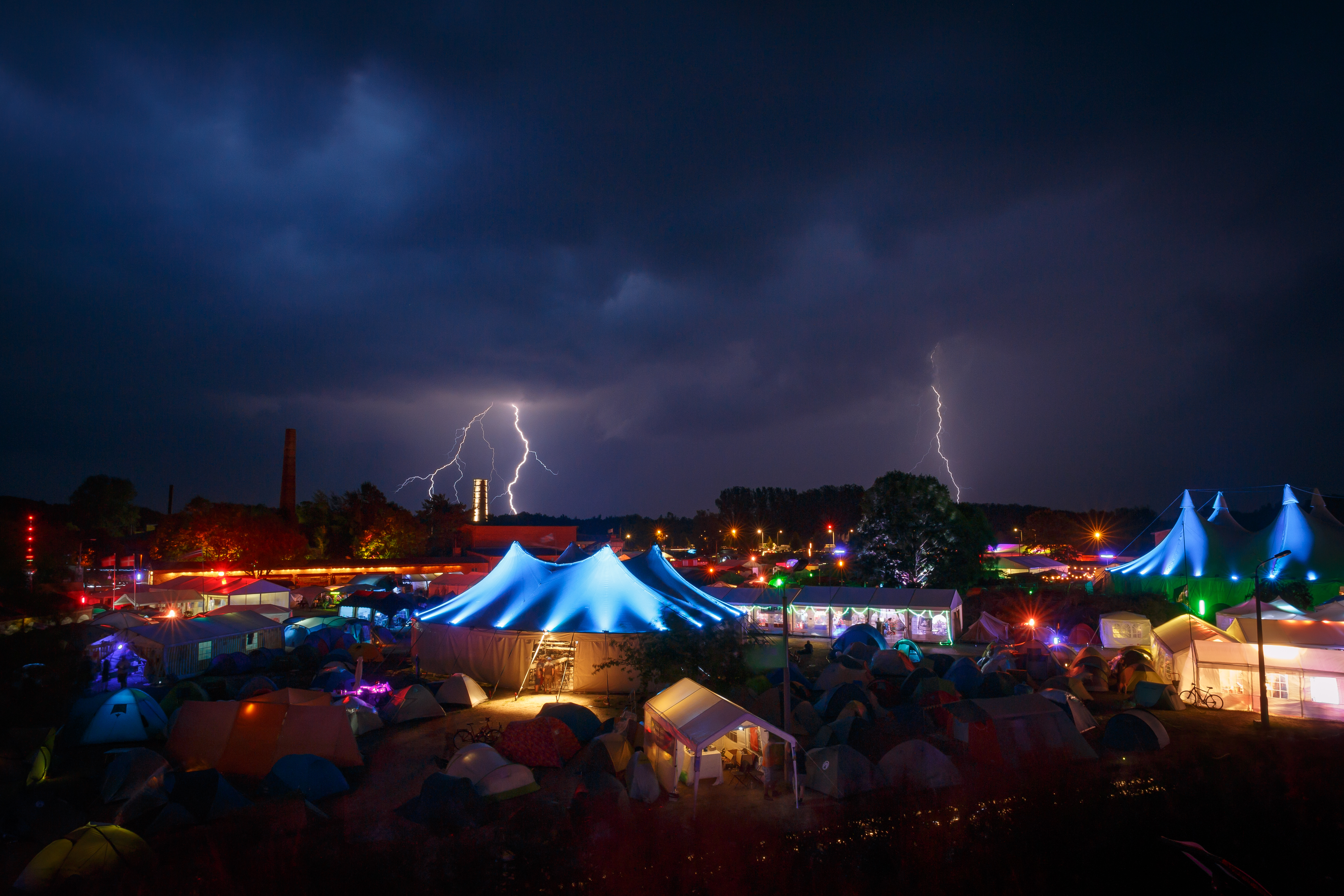
Chaos Communication Camp 2015 con una tempesta sullo sfondo

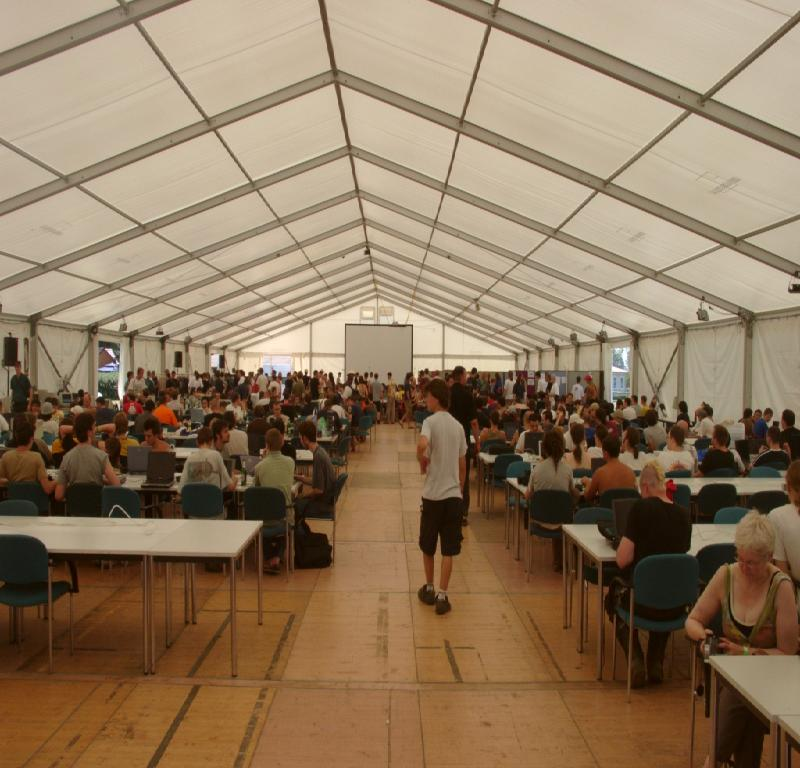
Area Hackcenter al Chaos Communication Camp 2003

Il Chaos Communication Camp è un raduno internazionale di hacker che si svolge in Germania con cadenza quadriennale, organizzato dal Chaos Computer Club.
L'evento ospita conferenze su tematiche tecniche, politiche e sociali legate alla Società dell'informazione, in particolare privacy, sicurezza informatica e diritti civili. Le conferenze si svolgono in lingua inglese o tedesca.
L'organizzazione fornisce ai partecipanti la possibilità di campeggiare presso il luogo di svolgimento dell'evento e la connessione ad Internet.

## Edizioni del Chaos Communication Camp
1999
ad Altlandsberg, nella zona Nord-Est di Berlino
2003
ad Altlandsberg, nella zona Nord-Est di Berlino.
2007
al museo dell'aviazione di Finowfurt, circa 40 km a nord di Berlino.
2011
al museo dell'aviazione di Finowfurt, circa 40 km a nord di Berlino.
2015
prevista dal 13 al 15 agosto al museo-parco della muratura di Mildenberg (Ziegeleipark Mildenberg) nei pressi di Zehdenick.
2019
che si tiene presso lo "Ziegeleipark Mildenberg", nord di Berlino, in Germania.
2023
che si tiene presso lo "Ziegeleipark Mildenberg", nord di Berlino, in Germania.